# 米国ボクシング連盟
米国ボクシング連盟（英: USA Boxing）は、アメリカ合衆国でのボクシング（AIBAルール）に関する活動を統括する団体。アメリカオリンピック・パラリンピック委員会（USOPC）に加盟している。本部はコロラド州コロラドスプリングス。
かつては米国アマチュアボクシング連盟という名前であった。

## 沿革
- 1888年 - 組織化[2]。
- 1946年 - 国際アマチュアボクシング協会（現・国際ボクシング協会、IBA）に加盟[2]。
- 2023年 - IBA脱退、ワールド・ボクシング（WB）加入[3]。